# Gustavo Emilio Méndez Techera
Gustavo Emilio Méndez Techera (Montevideo, 3 de febrer de 1971) és un ex futbolista internacional uruguaià. Va jugar en nombrosos clubs, incloent-hi el Club Nacional de Football (Uruguai), el Vicenza Calcio (Itàlia) i el Torino Football Club (Itàlia).
Va jugar 46 partits amb la selecció de futbol de l'Uruguai entre els anys 1993 i 2002, a més de participar en la Copa del Món de futbol de 2002.

## Palmarès

### Club
Club Nacional de Football
- Campionat de l'Uruguai (1): 1992.

 Vicenza Calcio
- Copa italiana de futbol (1): 1996-1997.

### Internacional
Uruguai
- Copa Amèrica de futbol (1): 1995.